# Simaethula
Simaethula là một chi nhện trong họ Salticidae.